# Allison Smith (actriță)
Allison Smith (n. 9 decembrie 1969, New York City, New York, SUA) este o actriță și cântăreață americană, cel mai bine cunoscută pentru munca ei de televiziune ca Mallory O'Brien în drama NBC, câștigătoare a unui premiu Emmy, The West Wing și care joacă pe Broadway în rolul principal al lui Annie în producția originală de Broadway a lui Annie. De asemenea, a jucat rolul Jennie Lowell în anii 1980 în sitcom-ul Kate & Allie, câștigător al premiului Emmy. În 1996, a apărut în filmul Lying Eyes. Și în 2005 a participat la serialul House MD.